# طلعامه (یمن)
 طلعامه  دهستان کوچکی از توابع استان استان صَنعاء در کشور یمن و در شبه جزیره عربستان واقع می‌باشد. این دهستان در پایهٔ کوه (جهران) و در جنوب شهر صنعاء واقع شده‌است.

## جمعیت
جمعیت این دهستان در حدود ۵۲۷ نفر می‌باشد. ساکنان این دهستان از پیروان مذهب مالکی و از پیروان امام مالک ابن انس می‌باشند.

## منبع
- المقحفی، ابراهیم، احمد ، (مُعجَم المُدُن وَالقَبائِل الیَمَنِیَة) ، منشورات دار الحکمة، صنعاء، چاپ پنجم، وانتشار سال ۱۹۸۵ میلادی به (عربی).